# Brand (toponiem)
Een brand is een toponiem dat voorkomt in verband met moerassige plaatsen en draslanden.
Dit is op het eerste gehoor merkwaardig. De naam heeft echter betrekking op de plaatsen waar vroeger turf of klot werd gewonnen, dat als brandstof werd gebruikt. In Noord-Brabant zijn tientallen voorbeelden van dit toponiem te vinden.
Het bekendste voorbeeld van het gebruik van dit toponiem is in de naam Brandevoort bij Stiphout. De naam, nu aan een nieuwbouwwijk gegeven, had oorspronkelijk betrekking op een doorwaardbare plaats in de buurt van een drasgebied waar brandstof werd gewonnen.
Zowel in Nederland als in België zijn drassige natuurgebieden met de naam De Brand: De Brand ten zuiden van de Loonse en Drunense Duinen en De Brand in de gemeente Maaseik.
In het Duitsetaalgebied komen ook plaatsnamen Brand voor, bijvoorbeeld Brand in de Duitse gemeente Aken. Een aantal van deze plaatsnamen kan teruggaan op een ontstaan van de plaats ten gevolge van Brandrodung (brandlandbouw).